# Colegio Mayor Universitario San Pablo
El Colegio Mayor Universitario San Pablo es un colegio mayor ubicado en el n.º 58 de la calle Isaac Peral de Madrid (España), muy cerca de la Universidad CEU San Pablo, a la cual está adscrito.

## Historia
Promovido en la década de 1940 por la Asociación Católica de Propagandistas a instancias de su presidente, Fernando Martín-Sánchez Juliá, se convirtió pronto en un colegio mayor modelo en el contexto del impulso a estas instituciones favorecido por el ministro de Educación Nacional, José Ibáñez Martín.
Sus obras se iniciaron con la colocación de la primera piedra el 12 de octubre de 1945, en ceremonia oficiada por Leopoldo Eijo Garay, Obispo de Madrid-Alcalá. El proyecto inicial fue obra del arquitecto José María de la Vega. Está diseñado en el estilo neoherreriano característico de la arquitectura de la autarquía.Fue inaugurado oficialmente el 7 de marzo de 1951.
Su primer director fue Isidoro Martín Martínez (1949-1957), catedrático de Derecho Romano, que imprimió al colegio su impronta característica. 
Desde entonces han egresado de este Colegio Mayor Universitario unos 3000 colegiales
, que se llaman a sí mismo “paulinos”. Lo que incluye también un grupo en Linkedin para los Antiguos Colegiales del Colegio Mayor Universitario San Pablo. Una seña de identidad de estas instituciones fue su interés por formar cuadros dirigentes para la sociedad y la política española. En este sentido, tiene una especial relevancia la participación de algunos de los antiguos colegiales del San Pablo en la Transición española, en la cual desempeñó un papel fundamental un grupo de hombres que, bajo el nombre de Tácito, comenzaron a reunirse en el colegio mayor.

## Ideario
Su ideario queda resumido gráficamente en el lema, tomado de la epístola de San Pablo, que acompaña su escudo: “Veritatem facientes in charitate” (a la verdad se llega desde la caridad).

## Colegiales ilustres
- Políticos: José María Sánchez-Ventura Pascual, José Manuel Otero Novas, Marcelino Oreja, Landelino Lavilla, Modesto Fraile, Pío Cabanillas, Carlos Mayor Oreja, Arturo García Tizón, Paco Vázquez o Francisco de la Torre Prados.
- Periodistas: Baltasar Magro, Carlos Carnicero, José Manuel Lorenzo, Isaías Lafuente, Juan Adriansens y Salvador Sánchez-Terán.
- Empresarios: Enrique Cerdá Olmedo.
- Deportistas: José Luis Pérez Payá.
- Escritores: Fernando Schwartz y Vicente Verdú.
- Arquitectos: Juan Daniel Fullaondo.
- Ingenieros: Alejandro F. Ibrahim Perera y Pablo Javier Martos Burgos